# (3209) Buchwald
(3209) Buchwald es un asteroide perteneciente al cinturón de asteroides, descubierto el 24 de enero de 1982 por Edward Bowell desde la Estación Anderson Mesa (condado de Coconino, cerca de Flagstaff, Arizona, Estados Unidos).

## Designación y nombre
Designado provisionalmente como 1982 BL1. Fue nombrado Buchwald en honor del profesor de la Universidad Técnica de Dinamarca Vagn Fabritius Buchwald.